# Списак финала УЕФА Лиге конференција
УЕФА Лига конференција (енгл. UEFA Conference League) јесте годишње фудбалско клупско такмичење које се организује под окриљем Уефе. Клубови се квалификују за финале проласком кроз групну фазу и 4 нокаут фазе. Такмичење је треће по јачини у европском клупском фудбалу, након Лиге шампиона и Лиге Европе. До сада су одиграна четири финала овог такмичења.

## Финала
| Рома        | 1—0      | Фајенорд |
| ----------- | -------- | -------- |
| Цаниоло 32’ | Извештај |          |

| Фјорентина        | 1—2      | Вест Хем јунајтед             |
| ----------------- | -------- | ----------------------------- |
| - Бонавентура 67’ | Извештај | Бенрахма 62’ (пен.) Боуен 90’ |

| Олимпијакос  | 1–0 (п. с. н.) | Фјорентина |
| ------------ | -------------- | ---------- |
| Ел Каби 116’ | Извештај       |            |

| Реал Бетис  | 1 : 4    | Челси                                            |
| ----------- | -------- | ------------------------------------------------ |
| Езалзули 9’ | Извештај | Фернандез 65’ Џексон 70’ Санчо 83’ Кајседо 90+1’ |

## Успеси по клубовима
| Клуб              | Победник | Финалиста | Године када је клуб био победник | Године када је клуб био финалиста |
| ----------------- | -------- | --------- | -------------------------------- | --------------------------------- |
| Рома              | 1        | 0         | 2022.                            | —                                 |
| Вест Хем јунајтед | 1        | 0         | 2023.                            | —                                 |
| Олимпијакос       | 1        | 0         | 2024.                            | —                                 |
| Челси             | 1        | 0         | 2025.                            | —                                 |
| Фјорентина        | 0        | 2         | —                                | 2023, 2024.                       |
| Фајенорд          | 0        | 1         | —                                | 2022.                             |
| Реал Бетис        | 0        | 1         | —                                | 2025.                             |

## Успеси по државама
| Држава    | Победник | Финалиста |
| --------- | -------- | --------- |
| Енглеска  | 2        | 0         |
| Италија   | 1        | 2         |
| Грчка     | 1        | 0         |
| Холандија | 0        | 1         |
| Шпанија   | 0        | 1         |